# Rinçage des toilettes

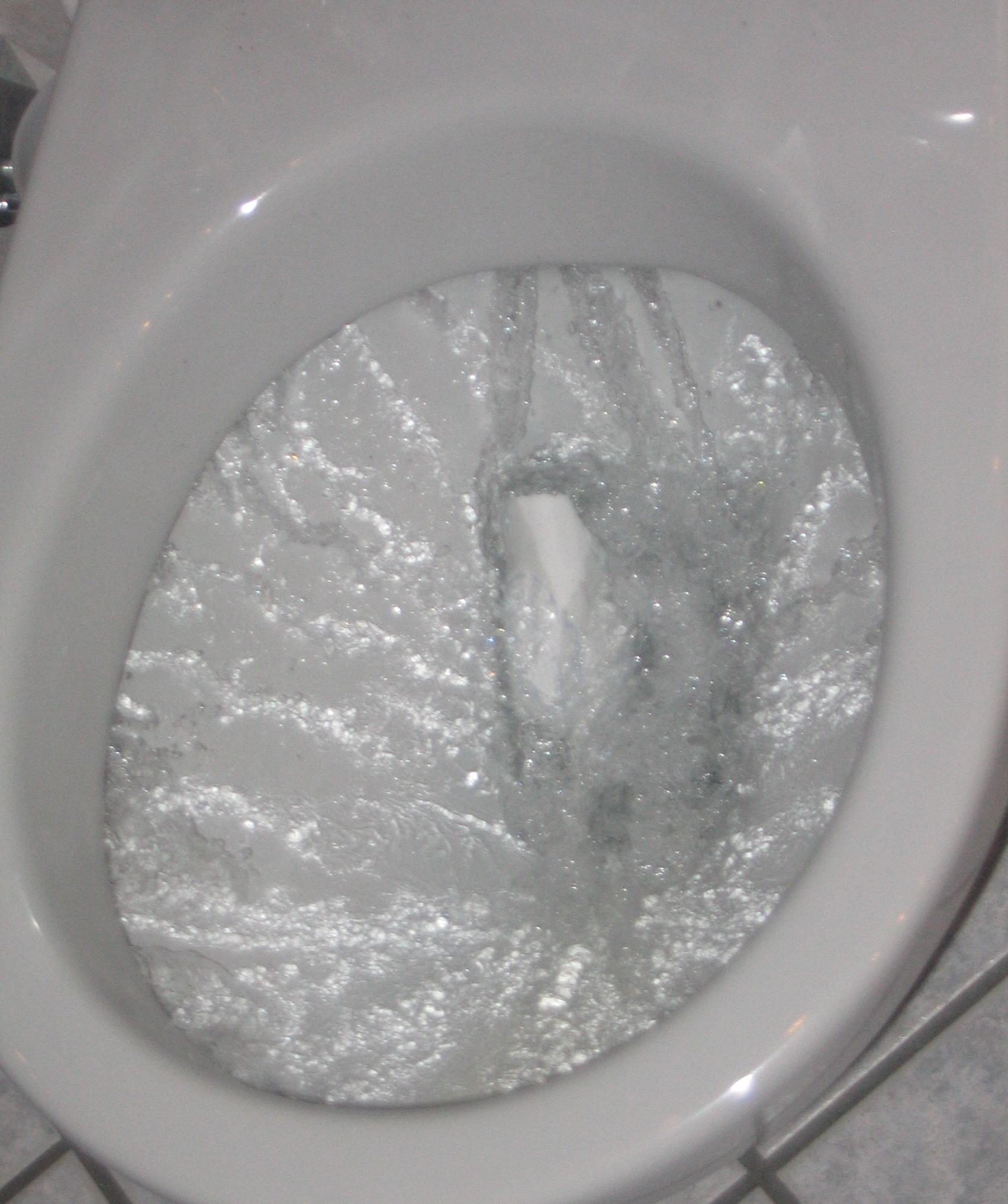
Une cuvette de chasse d'eau pendant le rinçage

Un réservoir de toilette traditionnel par gravité conclut le cycle de rinçage. Lorsque le niveau d'eau dans le réservoir diminue, le clapet de la valve de chasse retombe vers le bas, arrêtant le flux principal vers le tube de rinçage. Étant donné que le niveau d'eau du réservoir n'a pas encore atteint la ligne de remplissage, l'eau continue à s'écouler des tubes de remplissage du réservoir et du bol. Lorsque l'eau atteint à nouveau la ligne de remplissage, le flotteur libère l'arbre de la vanne de remplissage et le débit d'eau s'arrête.
1. flotteur,
2. vanne de remplissage,
3. bras de levage,
4. tube de remplissage du réservoir,
5. tube de remplissage de la cuve,
6. clapet de la vanne de rinçage,
7. tube de trop-plein,
8. poignée de rinçage,
9. chaîne,
10. ligne de remplissage,
11. Tige de la valve de remplissage,
12. Tuyau de rinçage

Le rinçage des toilettes consiste à débarrasser la cuvette des toilettes des matières après défécation. Grand consommateur d'eau, il a fait l'objet de développements techniques continus depuis l'invention des toilettes.
Une toilette à chasse d'eau ou WC (en anglais flushing toilet, flush lavatory, water closet, WC, ou commode en anglais familier américain) est une toilette qui élimine les excréments humains (en) (urine et matière fécale), utilisant comme véhicule l'eau, qui les fait passer à travers le tuyau de chute, vers un autre endroit pour l'élimination, maintenant ainsi une séparation entre les humains et leurs excréments. Les toilettes à chasse d'eau peuvent être conçues pour s'asseoir (dans ce cas, elles sont également appelées "toilettes occidentales") ou pour s'accroupir, dans le cas des toilettes à la turque (en anglais squat toilets). À l'opposé de la solution apportée par la chasse d'eau, il y a les toilettes sèches qui n'utilisent pas d'eau pour la chasse.
Les toilettes à chasse d'eau comportent généralement un coude en forme de "S", "U", "J" ou "P" (appelé siphon hydraulique -en anglais trap -, tel que siphon en P ou siphon en S) qui amène l'eau de la cuvette à s'accumuler et à agir comme scellement contre les gaz d'égout (et de cette manière piéger les gaz). Étant donné que les toilettes à chasse d'eau ne sont généralement pas conçues pour traiter les déchets sur place, leurs tuyaux d'évacuation doivent être raccordés aux systèmes de transport et de traitement des déchets. Lorsque les toilettes sont rincées, les eaux usées (eau vanne) s'écoulent dans une fosse septique ou un système d'égout et de là vers une station d'épuration.
Une toilette à chasse d'eau est différente d'un urinoir, conçu pour ne traiter que l'urine ; et d'un bidet, qui peut être utilisé pour le nettoyage de l'anus, du périnée et des organes génitaux après utilisation des toilettes.

## Opération

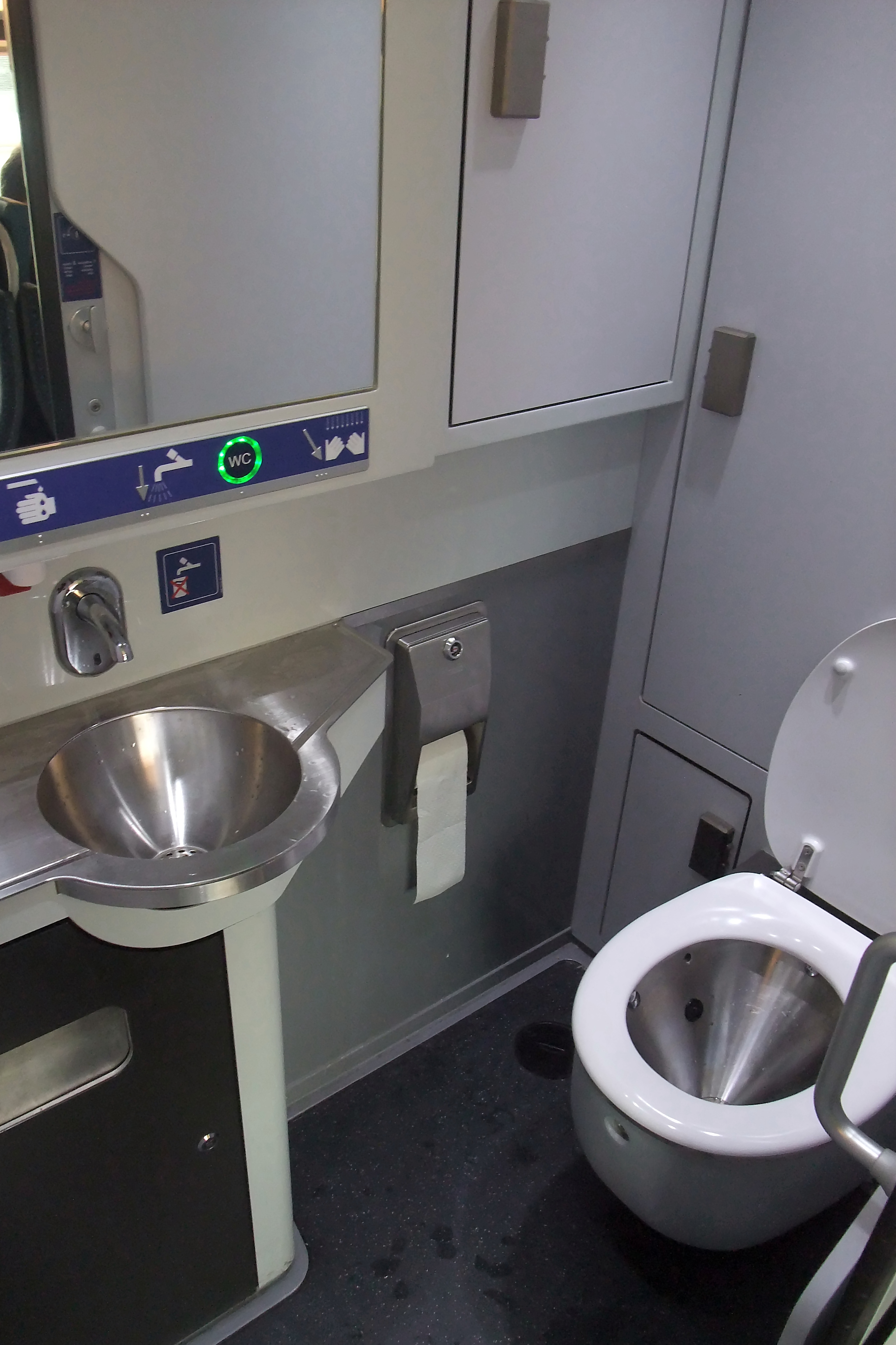
Toilettes aspirantes dans un train suisse.

Une cuvette de rinçage typique consiste en un vase en céramique vitrifié fixe (également connu sous le nom de « vase », « bol », en anglais « pan »), relié à un tuyau de chute (en anglais drain) via une éventuelle pipe de raccord. Après utilisation, la cuvette est vidée et nettoyée par le flux rapide de l'eau dans celle-ci. Ce rinçage peut provenir d'un réservoir dédié (citerne), d'une conduite d'eau à haute pression contrôlée par une vanne de chasse; ou par versement manuel d'eau dans la cuvette. Les réservoirs et les vannes sont normalement actionnés par l'utilisateur en appuyant sur un bouton, en actionnant un levier ou en tirant sur une chaîne. L'eau est dirigée autour du vase par un bord de rinçage moulé dans la partie haute de la cuvette ou par un ou plusieurs jets, de sorte que toute la surface interne de la cuvette est rincée par l'eau.

### Rinçage mécanique d'une citerne
Une toilette typique a un réservoir fixé au-dessus de la cuvette qui contient un volume d'eau fixe. Lorsque l'utilisateur opère le rinçage, tout le contenu du réservoir est rapidement déchargé dans la cuvette des toilettes, entraînant un balayage ou une aspiration du contenu de la toilette vers le tuyau d'évacuation. L'eau peut être évacuée par un clapet à battant (toilet flapper valve, qui ne doit pas être confondu avec un clapet anti-retour, check valve) ou par un siphon. À la fin du rinçage, une vanne automatique s'ouvre permettant le remplissage du réservoir pour la chasse suivante.

### Rinçage mécanique d'une alimentation en eau à haute pression
Les toilettes sans citerne sont souvent rincées via une simple vanne de chasse, en anglais  « Flushometer » raccordé directement à l'alimentation en eau. Celles-ci sont conçues pour évacuer rapidement un volume d'eau limité lorsque le levier ou le bouton est enfoncé puis relâché.

### Chasse manuelle
Une autre variante de la toilette à chasse d'eau est la toilette à chasse d'eau manuelle (pour-flush toilet). Ce type de toilette à chasse d'eau n'a pas de citerne ni de réserve d'eau permanente, mais est rincé manuellement avec quelques litres d'un petit seau. Le rinçage peut utiliser aussi peu que 2 à 3 litres d'eau. Ce type de toilettes est courant dans de nombreux pays asiatiques. La toilette peut être connectée à une ou deux fosses, auquel cas elle est appelée latrine à fosse simple (en anglais « pour flush pit latrine » ou « twin pit pour flush pit latrine ». Elle peut également être connecté à une fosse septique).

## Systèmes de rinçage
Le système de rinçage fournit un grand débit d'eau dans la cuvette. Il prend normalement la forme d'un réservoir fixes d'eau ou d'une vanne de chasse.

### Réservoirs de chasse
Les réservoirs à chasse d'eau ou les citernes comportent généralement un mécanisme permettant de libérer de l'eau du réservoir, et d'autre-part une vanne automatique permettant à la citerne de se remplir automatiquement.
Ce système convient aux emplacements raccordés à des conduites d'eau de ¹⁄₂ pouce (13 mm) ou ³⁄₈ pouces (9,5 mm), qui ne peuvent fournir suffisamment d'eau pour rincer les toilettes; le réservoir est nécessaire pour fournir un grand volume d'eau en peu de temps. Le réservoir collecte généralement entre 6 et 17 litres (entre 1,3 et 3,7 gallons impériaux; entre 1,6 et 4,5 gallons américains) d'eau sur une période de temps. Le réservoir de stockage est généralement monté directement sur la cuvette, bien que certains réservoirs soient montés sur le mur, à quelques pieds au-dessus de la cuvette, pour tenter d’augmenter la pression de l’eau de rinçage à mesure qu’elle pénètre dans la cuvette. Les réservoirs situés près du plafond sont rincés au moyen d’une chaîne de traction suspendue, souvent munie d’un large manche orné, reliée à un levier de chasse sur la citerne elle-même. Les expressions « Tirer la chasse d’eau » – en anglais « Pulling the chain », tirer la chaîne; an allemand Wasser ziehen, tirer de l'eau  – sont rentrées dans le langage courant pour désigner le rinçage des toilettes, bien que ce type de réservoir ou de citerne suspendus très haut devienne rare.
Les installations plus anciennes, appelées en anglais high suite combinations , utilisaient une citerne haute, installée au-dessus de hauteur d'homme. Lorsque des combinaisons plus modernes de citernes et de cuvettes à couplage étroit ont été introduites pour la première fois, celles-ci ont d'abord été désignées par low suite combinations. Les versions modernes ont une citerne de bas niveau avec un levier que les utilisateurs peuvent atteindre directement, ou une citerne à couplage étroit qui est encore plus basse et directement fixée à la cuvette. Au cours des dernières décennies, la combinaison couplée réservoir/cuvette est devenue le système résidentiel le plus populaire, car les ingénieurs en céramique ont misé sur l’amélioration de la conception du chemin d'eau à travers l'ensemble.

#### Soupape de remplissage de réservoir
Les soupapes  (ou vannes de remplissage de réservoir, en anglais « Tank fill valves »), se trouvent dans toutes les toilettes de type réservoir. Les soupapes consistent en deux modèles principaux: le modèle à flotteur latéral (side-float design) et le modèle à flotteur concentrique (concentric-float design). Le modèle à flotteur existe depuis plus de cent ans. Le modèle concentrique n'existe que depuis 1957, mais devient progressivement plus populaire aux États-Unis que le modèle à flotteur latéral.
Le modèle à flotteur latéral (side-float design) utilise un flotteur à l'extrémité d'un levier qui contrôle la soupape de remplissage (On parle de soupape à flotteur). Le flotteur a généralement la forme d'une balle, d'où le nom de « flotteur à boule » , « robinet à flotteur » ou « purgeur à flotteur ». Le flotteur était à l'origine fabriqué à partir de feuille de cuivre, mais il est maintenant généralement en plastique. Le flotteur est situé d'un côté de la tour de prise d'eau (main valve tower). Le robinet à flotteur est actionné dès que le clapet retombe sur son siège. L'eau qui remplit peu à peu le réservoir soulève alors le flotteur, et le levier du flotteur pivote lentement jusqu'à la fermeture complète du robinet. Un niveau est donc maintenu constant dans le réservoir.
Le système plus récent de robinet de remplissage à flotteur concentrique (en anglais concentric-float fill valve) se compose d'une tour entourée d'un flotteur en plastique. Le fonctionnement est identique à celui d'une vanne de remplissage à flotteur latéral, même si la position du flotteur est quelque peu différente. Grâce à son format plus compact, les interférences entre le flotteur et autres obstacles (corps du réservoir, vanne de rinçage, etc.) sont considérablement réduites, augmentant ainsi la fiabilité du système. La soupape de remplissage à flotteur concentrique est également conçue pour signaler automatiquement aux utilisateurs les fuites dans le réservoir, faisant beaucoup plus de bruit en cas de fuite que la soupape de remplissage à flotteur latéral plus ancienne, qui est presque silencieuse lorsqu'une une fuite lente se produit.

Un flotteur est souvent utilisé pour réguler le remplissage d'un réservoir ou d'une citerne. Lorsque le niveau de liquide baisse, le flotteur descend, soulève la soupape de la vanne et laisse entrer plus de liquide. Une fois que le flotteur a atteint sa position « pleine », le bras appuie à nouveau sur la soupape pour fermer la vanne.
Type de vanne à flotteur concentrique. La soupape à flotteur concentrique s'ouvre lorsque le niveau de liquide est bas, permettant à plus de liquide d'entrer (Fig.1). Lorsque le niveau de liquide retourne à son niveau maximal, la vanne est fermée (Fig.2).

#### Clapet à battant -Flapper-flush valve
Dans les réservoirs utilisant un clapet à battant (flapper-flush valve), l'évacuation au fond du réservoir, est recouverte d'un couvercle flottant (plastique ou caoutchouc) ou d'un battant qui est maintenu en place contre le siège (le siège de la soupape de fond de cuve, flush valve seat) par pression d'eau. Pour rincer les toilettes, l'utilisateur appuie sur un levier qui soulève le battant de son siège. Le battant flotte alors hors du siège, permettant au réservoir de se vider rapidement dans le vase. Lorsque le niveau d'eau baisse, le clapet à battant redescend au fond du réservoir et recouvre à nouveau l'évacuation. Ce système est courant dans les foyers aux États-Unis et en Europe continentale. Récemment, ce système de rinçage est devenu disponible au Royaume-Uni en raison d'une modification de la réglementation.
Les versions « à double chasse » de cette conception sont maintenant largement disponibles. Ils ont un niveau d'utilisation bas pour les déjections liquides et un niveau plus élevé pour les déjections solides.

#### Mécanisme siphonique

Un schéma simplifié d'une citerne WC siphonique (siphonic WC cistern).
Le siphon est formé d'un tuyau vertical (1)
qui relie le tuyau de chasse (2) à une chambre bombée (3).
Un disque perforé (4)
recouvert par une plaque ou un volet flexible (5)
est relié par la tige de siphon (6)
au levier de chasse (7)

Ce système courant au Royaume-Uni et inventé par Albert Giblin utilise un réservoir de stockage similaire à celui utilisé dans le système « clapet à battant » ci-dessus. Ce système de vanne de rinçage est parfois appelé système sans soupape (valveless system), car aucun type de vanne traditionnel n'est requis. Certains diront cependant que tout système de régulation du débit d'un fluide reste techniquement une vanne. Le siphon est formé d'un tuyau vertical qui relie le tuyau de chasse à une chambre bombée à l'intérieur de la citerne. Un disque perforé, recouvert par une plaque ou un volet flexible, est monté à l'intérieur de cette chambre et relié par une tige au levier de chasse. En appuyant sur le levier, on soulève le disque, force l'eau par-dessus le siphon dans le tuyau vertical et active le flux siphonique. L'eau passe à travers le disque perforé au-delà du volet jusqu'à ce que la citerne soit vide. L'air entre alors dans le siphon et le rinçage s'arrête. L'avantage d'un siphon par rapport à la valve de chasse est qu'il n'y a pas de rondelle d'étanchéité qui peut s'user et provoquer des fuites, il est donc favorisé dans les endroits où il est nécessaire de préserver l'eau. Jusqu'au 1er janvier 2001, l'utilisation de citernes de type siphon était obligatoire au Royaume-Uni, pour éviter le gaspillage d'eau potentiel par des millions de toilettes qui fuient avec des clapets à battant; mais en raison de l'harmonisation de l'Union européenne, les réglementations ont changé. Ces soupapes peuvent parfois être plus difficiles à utiliser qu'une soupape de vidange à clapet à battant, car le levier nécessite plus de couple qu'un système de clapet à battant. Ce couple supplémentaire requis au niveau du levier du réservoir est dû au fait qu'un utilisateur doit soulever avec force une certaine quantité d'eau dans le passage du siphon afin de déclencher l'action du siphon dans le réservoir. Le claquage ou le coincement du volet flexible recouvrant le disque perforé peut également provoquer un dérèglement du réservoir. Les versions à double chasse du réservoir à siphon offrent une option de rinçage plus courte en laissant l'air pénétrer dans le siphon pour arrêter l'action siphonique avant que le réservoir ne soit vide. Le système de siphon peut également être combiné avec une boîte à air pour permettre l'installation de plusieurs siphons dans un réservoir à une seule citerne.

#### Réservoirs à haute pression ou à pression

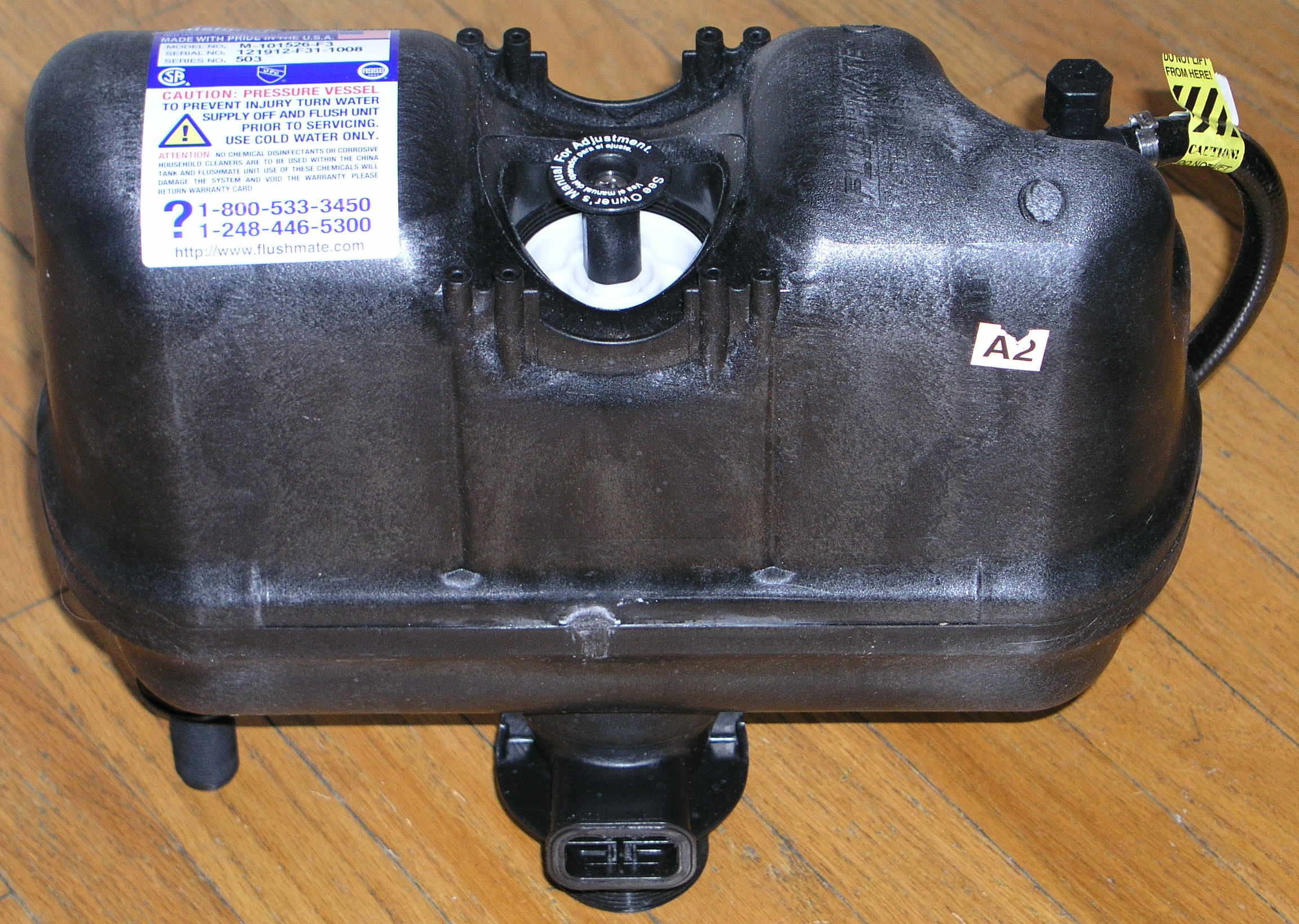
Récipient sous pression Sloan provenant d'une toilette Gerber Powerflush

On trouve parfois des toilettes assistées par pression dans les salles de bain privées (simples, multiples et à hébergements) ainsi que dans les installations commerciales légères (comme les bureaux). Les produits de plusieurs entreprises utilisent 5,3 litres (1,4 gallons américains) à 3,8 litres (1,0 gallons américains) par chasse. Certaines toilettes plus récentes utilisent une technologie d'assistance à la pression similaire à la technologie à cuvette et siphon conçus pour améliorer l'effet de siphon; ils utilisent seulement 3 litres (0,8 gallons américains) par chasse ou 1,9 litre-3,6 litres (0,5 / 0,95 gallons américains) par chasse pour les modèles à double chasse. Cette conception est également beaucoup plus silencieuse que les autres toilettes à pression assistée ou à chasse d'eau. Ce système utilise la pression principale de l'eau pour pré-pressuriser un réservoir en plastique situé à l'intérieur de ce qui semble être le réservoir en céramique le plus typique. L'action de l'eau remplissant le réservoir en plastique comprime l'air déjà présent dans le réservoir. Une vanne haute pression située au centre du réservoir retient l'air et l'eau à l'intérieur jusqu'à ce que l'utilisateur tire la chasse. Pendant le rinçage, l'utilisateur actionne la vanne via un bouton ou un levier, qui libère l'eau sous pression dans la cuvette à un débit beaucoup plus élevé que celui d'une toilette à écoulement par gravité classique. Un avantage comprend une consommation d'eau inférieure à celle d'une toilette à écoulement par gravité ou une efficacité supérieure avec une quantité d'eau similaire. En conséquence, les toilettes ne se bouchent pas facilement. Cependant, les inconvénients comprennent des coûts plus élevés, une augmentation du bruit et des risques d'explosion. Ces toilettes coûtent généralement plus cher à l'achat et les réservoirs en plastique doivent être remplacés tous les 10 ans environ. Ils ont également une chasse plus bruyante que les autres modèles. En outre, certains réservoirs à assistance sous pression ont explosé, provoquant des blessures graves et des dommages matériels, entraînant le rappel massif de plus de 1,4 million de toilettes équipées du réservoir, lancé en 2012,.

### Style sans réservoir avec valve haute pression -(flushometer)
En 1906, William Sloan mit à la disposition du public, sont robinet de chasse de style « Flushometer », incorporant son mécanisme breveté. La conception s'est avérée très populaire et efficace, et le reste à ce jour. Les robinets de chasse des toilettes à chasse d'eau sont encore souvent installés dans les toilettes commerciales et sont fréquemment utilisés pour les toilettes et les urinoirs. Comme ils n'ont pas de réservoir, ils ont un temps de recharge nul et peuvent être utilisés immédiatement par le prochain utilisateur des toilettes. Ils peuvent être facilement identifiés par leur tuyauterie chromée distinctive et par l'absence de réservoir de toilette ou de citerne, où qu'ils soient employés. Certains flushometer exigent que l'utilisateur appuie sur un levier ou appuie sur un bouton, ce qui ouvre une vanne de rinçage permettant à l'eau courante sous pression de circuler directement dans la cuvette des toilettes ou de l'urinoir. D'autres modèles de flushometer  sont déclenchés électroniquement, en utilisant un capteur infrarouge pour lancer le processus de rinçage. Typiquement, dans les modèles déclenchés par voie électronique, un bouton de commande est prévu dans le cas où l'utilisateur souhaite déclencher manuellement le rinçage plus tôt. Certains modèles déclenchés électroniquement intègrent également une véritable commande manuelle mécanique qui peut être utilisé en cas de défaillance du système électronique. Dans les installations réajustées, une unité autonome alimentée par batterie ou câblée peut être ajoutée à un flushometer manuel existant pour déclencher automatiquement la chasse lorsqu'un utilisateur part. Une fois que la chasse a été déclenchée et après un intervalle prédéfini, le mécanisme du robinet de chasse ferme la soupape et arrête le débit. Le système de chasse n'a pas besoin de réservoir de stockage, mais nécessite un volume d'eau élevé en très peu de temps. Il faut donc utiliser un tuyau de ³⁄₄ pouces (22 mm) minimum, ou de préférence un tuyau de 1 pouce (29 mm). La pression de la conduite d'eau doit être supérieure à 2,1 bars (30 livres par pouce carré). Alors que la pression d'eau supérieure utilisée par une vanne Flushometer récure le bol plus efficacement qu'un système à gravité, et bien que moins d'obstruction surviennent en raison de cette pression d'eau plus élevée, les systèmes de chasse nécessitent toujours approximativement la même quantité d'eau qu'un système à gravité (1,6 gallons par chasse).

## Design de la cuvette

Quatre types courants de cuvette de WC:
1 - toilette à chasse directe (washdown);
2 - toilette à retenue d'eau (washout);
3 - siphonique à double siphon (double-trap siphonic);
4 - siphonique à simple siphon avec jet (single-trap siphonic with jet).

La cuvette des toilettes est le réceptacle qui reçoit les déchets corporels. Une cuvette de toilette est le plus souvent en céramique, mais peut parfois être en acier inoxydable ou en plastique composite. Les cuvettes de toilettes sont montées de trois manières : 
- au-dessus du sol (piédestal),
- au mur (en porte-à-faux)
- au sol (toilettes à la turque - squat toilet).

Dans la cuvette, il existe trois principaux systèmes de chemin d'eau : 
- le système à piégeage siphonique (siphoning trapped system), principalement dans les installations résidentielles nord-américaines et les installations commerciales légères nord-américaines)
- le système de piégeage non siphonique (non-siphoning trapped system), que l’on retrouve dans la plupart des autres installations à l'intérieur et à l'extérieur de l'Amérique du Nord
- le système de vannes (valve-closet system), que l’on retrouve dans de nombreuses applications spécialisées, telles que trains, avions, bus et d’autres installations similaires dans le monde.

Les toilettes de style ancien appelées « Toilette à chasse directe »  ou « toilette à retenue d'eau » (washout" toilet ou washout" closet) ne se trouvent plus que dans quelques endroits.

### Cuvette siphonique

#### Toilette siphonique à siphon unique - Single trap siphonic toilet
La toilette siphonique est peut-être la conception de toilette la plus populaire en Amérique du Nord pour les installations sanitaires résidentielles et commerciales légères. En anglais elles sont aussi appelées siphon jet et siphon wash. Toutes les toilettes siphoniques comportent un chemin d'eau en forme de "S".
L'eau immobilisée dans la cuvette agit comme une barrière contre le gaz d'égout provenant du tuyau de chute, et elle est également le réceptacle des déjections. Le gaz d'égout est évacué par un tuyau de ventilation séparé fixé à la canalisation d'égout. L'eau dans la cuvette des toilettes est reliée au tuyau de chute, par un tuyau de chute creux en forme de "S" prolongé, qui se courbe derrière la cuvette et vers le tuyau de chute. La partie du canal derrière la cuvette est agencée comme un siphon dont la longueur est supérieure à la profondeur de l'eau dans la cuvette. Le sommet du tube incurvé limite en hauteur le niveau d'eau dans le bol, avant qu'il ne coule dans le tuyau d'évacuation. Les chemins d'eau de ces toilettes sont conçues avec des diamètres légèrement inférieurs à ceux d'une toilette non-siphonique, de sorte que la voie d'eau se remplit naturellement d'eau chaque fois qu'elle est rincée, provoquant ainsi l'action du siphon.
Au sommet de la cuvette et sur son pourtour se trouve un rebord comportant de nombreux orifices de drainage coudés alimentés par le réservoir, qui remplissent, rincent et induisent un tourbillonnement dans la cuvette lorsqu'elle est rincée. Certains modèles utilisent un grand trou à l'avant du rebord pour permettre un remplissage plus rapide de la cuvette. Il peut également y avoir un trou de siphon d'environ 1 pouce (2,54 cm) de diamètre au fond de la toilette.
Si les toilettes sont vidées d'un réservoir, une grande citerne de retenue est installée au-dessus des toilettes et contient environ 4,5 à 6,1 litres (1,2 à 1,6 gallons US) d'eau dans les conceptions modernes. Ce réservoir est construit avec un grand trou de 2 à 3 pouces (5,08 à 7,62 cm) de diamètre à son fond recouvert par un clapet à battant qui permet à l'eau de quitter rapidement le réservoir lorsque la chasse est actionnée. En variante, l'eau peut être fournie directement via une vanne de rinçage ou flushometer.
L'afflux rapide d'eau dans la cuvette fait monter l'eau immobilisée dans la cuvette et remplit le tube de siphon en forme de S monté à l'arrière des toilettes. Ce qui déclenche l'action siphonique de la toilette. L'action du siphon «tire» rapidement la quasi-totalité de l'eau et des déchets dans la cuvette et l'eau du réservoir de vidange dans les égouts en 4 à 7 secondes environ, soit il chasse. Lorsque la majeure partie de l'eau est évacuée du vase, la colonne d'eau continue à travers le siphon est brisée lorsque l'air pénètre dans le tube de siphon. Les toilettes donnent alors leur gargouillis caractéristique lorsque l'action siphonique cesse et que l'eau ne coule plus.
Le véritable WC siphonique peut être facilement identifié par le bruit qu'il fait. Si on peut entendre aspirer de l'air dans le tuyau d'évacuation à la fin d'une chasse d'eau, alors c'est une véritable toilette siphonique. Si ce n'est pas le cas, il s'agit alors d'une toilette siphonique à double siphon ou d'une toilette non siphonique.
Si de l'eau est versée lentement dans la cuvette, elle coule simplement sur le bord de la voie d'eau et se déverse lentement dans le tuyau d'évacuation.
Après le rinçage, le clapet à battant dans le réservoir d'eau se ferme ou la soupape de vidange se ferme; les conduites d'eau et les vannes raccordées à l'alimentation en eau remplissent le réservoir et la cuvette des toilettes. Ensuite, les toilettes sont à nouveau prêtes à l'emploi.

#### Toilette siphonique à double siphon - Double trap siphonic toilet
La toilette siphonique à double siphon est un type moins commun qui est exceptionnellement silencieux lors du rinçage. Un appareil connu sous le nom d'aspirateur, utilise le flux d'une chasse d'eau pour aspirer l'air de la cavité entre les deux siphons, réduisant la pression d'air, pour créer l'action siphonique qui permet d'aspirer l'eau et les déchets de la cuvette. Vers la fin de la chasse, l'aspirateur cesse d'être recouvert d'eau, permettant ainsi à l'air dans la cavité entre les siphons d'interrompre l'action siphonique sans bruit, tandis que l'eau de rinçage finale remplit la cuvette,.

Coupe simplifiée à travers une toilette siphonique. Les flèches indiquent le débit de l'eau de rinçage à travers le bord et le jet dans la cuvette et à travers le siphon en forme de S allongé.
Un WC siphonique à double siphon. L'eau pénètre en (A) en aspirant de l'air dans l'aspirateur (B) depuis la jambe de siphon (E) avant de passer dans la rebord (C) et dans la cuvette (D). L'eau du premier siphon dans la cuvette (F) est aspirée à travers le siphon et sort par le second siphon (G) jusqu'au tuyau de chute.

### Cuvettes  non siphoniques

#### Toilette à chasse directe -Washdown toilet
Les toilettes à chasse directe (en anglais Washdown toilet) consistent en une cuvette dans laquelle les matières et l'eau sont chassées dans le tuyau de chute par la masse d'eau en mouvement s'écoulant d'un réservoir placé à 1,50 m minimum au-dessus de la cuvette. L'entraînement étant terminé avant la fin de la chasse, le siphon se désamorce et les derniers filets d'eau servent à le remplir la cuvette jusqu'au seuil, de manière à assurer l'obturation permanente. C'est en Amérique du Nord la forme la plus courante de toilettes à piédestal ou suspendu (en anglais cantilever). La cuvette a une large ouverture en haut qui se termine par un siphon à la base. Elles est évacuée par le haut par un bord d'écoulement ou par des jets. La force de l'eau qui coule dans la cuvette lave les déchets à travers le siphon jusque dans les égouts.
Des cuvettes à chasse directe ont été créées à partir de placards à « trémie » (hopper) antérieurs, qui étaient de simples cuvettes coniques reliées à un tuyau de chute. Cependant, les excréments sont généralement rejetés vers l'arrière des toilettes plutôt que vers le centre exact, et le dos des trémies était susceptible de devenir souillé. La cuvette de lavage moderne a un dossier en pente raide et un front légèrement plus incliné ou courbé, de sorte que le siphon est décentré, vers l'arrière des toilettes. Avec cette conception « à cône excentrique », la plupart des matières fécales tombent dans le bassin d’eau à la base de la cuvette plutôt que sur la surface des toilettes. Les premiers toilettes à chasse directe avaient une grande surface d’eau à la base pour minimiser les salissures, ce qui nécessitait un grand volume d’eau pour les éliminer efficacement. Les cuvettes modernes ont une plus petite surface, ce qui réduit le volume d'eau nécessaire pour les rincer.

#### Toilette à retenue d'eau -Washout toilet

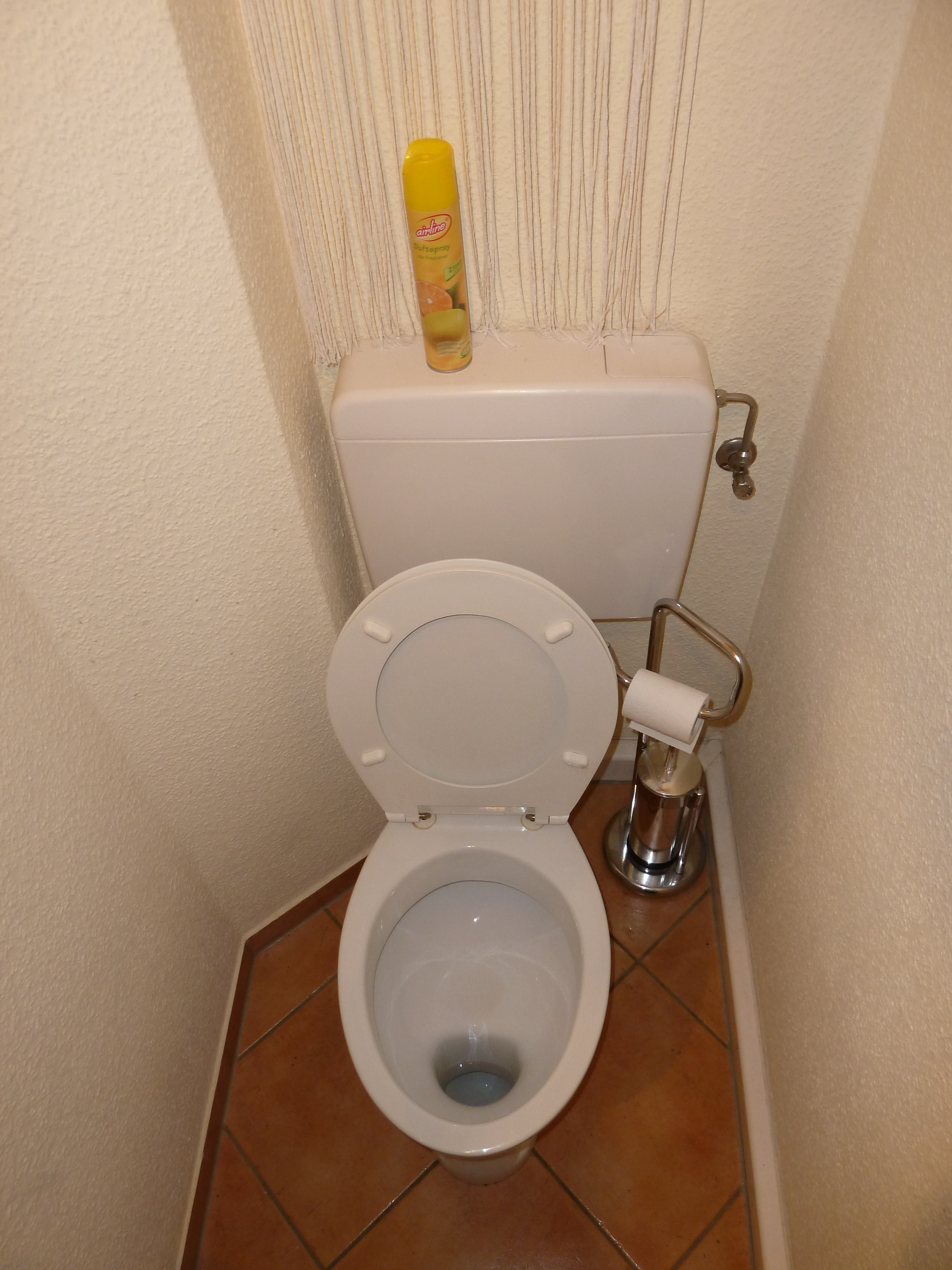
Une toilette à retenue d'eau – Washout toilet – qui contient les matières fécales dans une dépression, à faible distance de la lunette.

Les toilettes à retenue d'eau (washout toilet, ou flachspüler) consistent en une cuvette dans laquelle les matières tombent sur une nappe d'eau maintenue en permanence dans une dépression, à faible distance de la lunette. Ce modèle de cuvette est employé dans les établissements sanitaires, lorsqu'il y a utilité à procéder à l'examen des selles. Les cuvettes sont rincées par un jet d’eau qui entraîne les excréments dans le siphon ci-dessous. À partir de là, le flux d'eau l'évacue dans le système d'égout. Un avantage de cette conception est que les utilisateurs ne sont pas éclaboussés par le bas. Les toilettes à retenue d'eau comportent un bassin d'eau peu profond dans lequel sont déposées les déjections, avec un siphon juste derrière ce bassin. Les déchets sont éliminés de ce bassin, emportés par le siphon (généralement un siphon en P ou un siphon en S) puis dans un égout, par l’eau provenant de la chasse. Les toilettes à retenue d'eau ont été parmi les premiers types de toilettes en céramique inventés et depuis le début des années 1970, on ne les trouve plus que dans un nombre décroissant de localités en Europe continentale[réf. nécessaire]. Les toilettes à retenue d'eau étaient autrefois principalement utilisée en Allemagne, en Autriche et en France. Elles ont été brevetées en Grande-Bretagne par George Jennings en 1852 et sont restées le type de toilette standard en Grande-Bretagne tout au long du XIXe siècle. On peut trouver des exemples de ce type de toilettes en Australie, en Autriche, en République tchèque, en Allemagne, en Hongrie, aux Pays-Bas et dans certaines régions de Pologne, bien qu'elles deviennent moins courantes.
Un inconvénient de ce type de conception réside dans le fait qu’il peut nécessiter une utilisation plus intense de la brosse de toilettes pour éliminer les fragments de matières fécales susceptibles de laisser des marques sur le plateau[réf. nécessaire]. De plus, cette conception présente l'inconvénient de créer une forte odeur persistante puisque les excréments ne sont pas immergés dans l'eau immédiatement après leur excrétion. On trouve des modèles similaires dans certaines toilettes des États-Unis, une marque particulière étant appelée « Grand Niagara », car le rinçage de l'étagère a créé un effet de cascade dans la chambre de drainage[réf. nécessaire].

#### Toilette à la turque

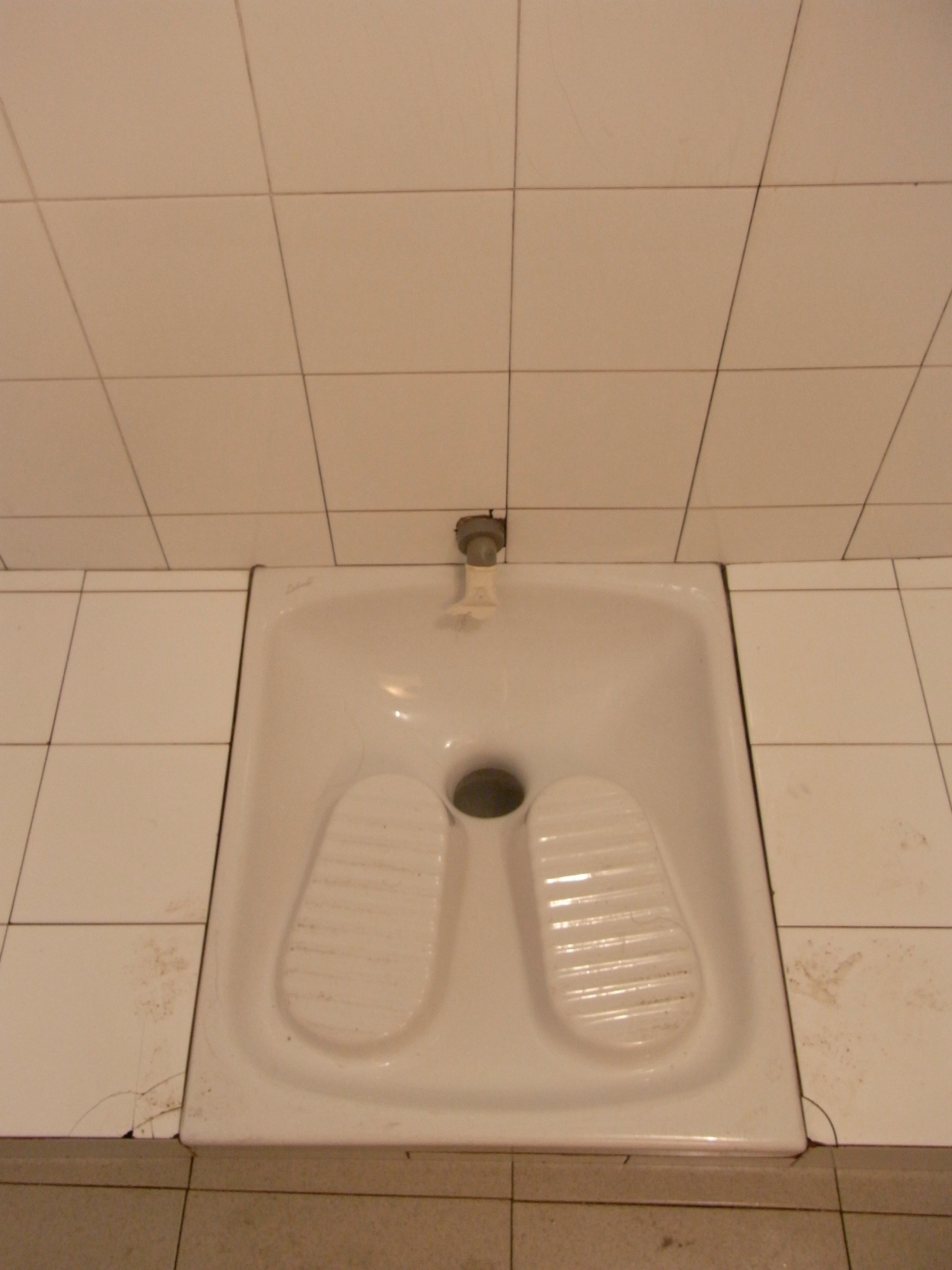
Exemple de toilette « à la turque » à Rome, Italie.

Dans de nombreuses régions d'Asie, les gens utilisent traditionnellement les toilettes en position accroupie. Ceci s'applique à la défécation et à la miction chez les hommes et les femmes. Par conséquent, les maisons et les toilettes publiques ont des toilettes « à la turque », avec la cuvette des toilettes incorporée dans le sol. Elles présentent l'avantage de ne pas nécessiter de siège de toilette supplémentaire et d'être plus pratique pour les cultures dans lesquelles les personnes utilisent de l'eau pour laver leurs organes génitaux en place du papier hygiénique. Cependant, les toilettes de style occidental montées à hauteur des sièges et dotées d'un siège en plastique sont également devenues populaires. Beaucoup de toilettes publiques ont des toilettes à la fois accroupies et assises.
Dans les pays occidentaux, des instructions ont été mises en place dans certaines toilettes publiques sur l’utilisation correcte des toilettes. Ceci pour éviter de casser les toilettes ou le siège si quelqu'un tente de s'accroupir sur les bords,,,.
En Inde, le design « anglo-indien » permet d'utiliser les mêmes toilettes en position assise ou accroupie.

### La toilette à clapet -Valve closet
La toilette à clapet a un clapet à la sortie de la cuvette, souvent avec un joint étanche à l'eau, pour retenir l'eau dans le vase. Lorsque la chasse d'eau est activée, la vanne s'ouvre et l'eau de la cuve s'écoule rapidement de la cuvette vers le tuyau de chute, transportant les déchets avec elle.
De conception plus compliquée que les autres toilettes, cette conception est moins fiable et plus difficile à entretenir ou à réparer et est maintenant rarement utilisé pour les systèmes de chasse d'eau. L’utilisation la plus courante des toilettes à clapets se trouve maintenant dans les toilettes portatives pour caravanes, camping, trains et avions, où le liquide de rinçage est recyclé. Cette conception est également utilisée dans les wagons de train pour une utilisation dans des zones où les déchets peuvent être simplement déversés entre les voies (le rinçage de ces toilettes est généralement interdit lorsque le train se trouve dans une gare).
Des robinets simples sont utilisés dans la plupart des trains russes de style ancien, fabriqués en Allemagne de l'Est (usine d'Ammendorf, conception datant probablement des années 1950), utilisant un clapet à la base et déchargeant les déchets directement sur la plateforme. L'utilisation de ce type de toilettes est autorisée uniquement lorsque le train est en mouvement et à l'extérieur des grandes villes. Ces conceptions sont en cours d'élimination, de même que les anciens trains, et sont remplacées par des systèmes à vide modernes.
Le chanteur britannique Ian Wallace a composé et interprété la chanson humoristique « Never Do It at the Station », qui mentionnait les anciennes toilettes à déchargement par chenilles qui étaient encore utilisées au milieu du XXe siècle en Grande-Bretagne. La chanson a d'abord conseillé aux voyageurs économes d'économiser de l'argent en évitant les toilettes payantes (en) dans les gares, mais a également rappelé aux passagers polis de ne pas utiliser les "toilettes" à bord alors que le train était arrêté à une gare.

## Toilettes à faible débit et à haut rendement 'Low-flow and high-efficiency flush toilets)
Depuis 1994, on utilise de plus en plus d'eau pour rincer les toilettes à chasse d'eau. Cela s'est traduit par l'émergence de modèles de toilettes à faible débit d'eau (low flush toilet) et de normes locales ou nationales sur la consommation d'eau pour le rinçage. En outre, certaines personnes modifient leur toilette à chasse d'eau existante pour utiliser moins d'eau en plaçant une brique ou une bouteille d'eau dans le réservoir d'eau des toilettes. D'autres modifications sont souvent apportées au système d'eau lui-même (par exemple en utilisant des eaux grises) ou à un système qui pollue moins l'eau; par conséquent, une utilisation plus efficace de l'eau est réalisée.
Les toilettes à chasse à séparation d’urine (Urine diverting flush toilets - UDFT), développées en Suède, permettent d’économiser de l’eau en utilisant moins d’eau, voire pas d’eau, pour la chasse d’urine, contre environ six litres pour les fèces.

### Normes américaines pour les nouvelles toilettes
Aux États-Unis, avant 1994, les toilettes à chasse d'eau résidentielles et commerciales d'avant 1997 utilisaient généralement 3,4 gallons (13 litres) d'eau par chasse (gpf ou lpf). En 1992, le Congrès des États-Unis a adopté l'Energy Policy Act de 1992, qui exigeait qu'à partir de 1994, les toilettes à chasse commune n'utilisent que 1,6 gallon américain (6,1 litres). En réponse à la loi, les fabricants produisaient des toilettes à faible débit, que beaucoup de consommateurs n'aimaient pas, car elles avaient souvent besoin de plus d'une chasse pour éliminer les solides. Les personnes mécontentes du rendement réduit des toilettes à faible débit ont dû traverser la frontière pour se rendre au Canada ou au Mexique pour acheter des toilettes récupérées dans des bâtiments plus anciens. Les fabricants ont répondu aux plaintes des consommateurs en améliorant les toilettes. Les produits améliorés sont généralement identifiés comme des toilettes à haut rendement (high efficiency toilets ou HET). Les HETs possèdent un volume de rinçage efficace de 1,3 gallon US (4,9 litres) ou moins. Les HET peuvent être à simple ou double chasse (single-flush or dual-flush). Une toilette à double chasse permet à l'utilisateur de choisir entre deux quantités d'eau, selon que les déchets sont solides ou liquides. Certains HETs sont assistés par pression (pressure-assisted ou power-assisted) ou par pompe (pump-assisted) ou par vide (vacuum-assisted).
La performance d'une toilette à chasse d'eau peut être évaluée selon un score de performance maximale (Maximum Performance - MaP). Le bas de gamme des scores MaP est de 250 (250 grammes de matière fécale simulée). Le haut de gamme des scores MaP est 1000. Une toilette avec un score MaP de 1000 devrait fournir un service sans problème. Elle devrait enlever tous les déchets avec un seul rinçage; elle ne doit pas être branchée; elle ne devrait dégager aucune odeur; elle devrait être facile à garder propre. L'Environmental Protection Agency des États-Unis utilise un score de 350 comme seuil minimum de performance pour les HETs. Des toilettes de 1,6 gpf (galons per flush) sont aussi parfois appelées des toilettes ULF (Ultra Low Flow).
Les méthodes utilisées pour compenser les insuffisances des toilettes à faible débit comprennent l'utilisation de papier hygiénique plus mince, de débouchoirs à ventouse et l'ajout manuel de tasses d'eau dans la cuvette.

## Entretien et hygiène

### Encrassement
Les cas de colmatage, résultent généralement d’une tentative de rinçage d’articles inappropriés ou de papier hygiénique en trop grosse quantité. Le rinçage de grandes quantités de cheveux doit également être évité. Cependant, le colmatage peut se produire spontanément en raison de l'entartrage du tuyau d'évacuation ou de la surcharge en capacité des selles. La capacité des selles varie selon la conception des toilettes et est fonction de la taille du tuyau de chute, de la capacité du réservoir d'eau, de la vitesse de rinçage et de la méthode par laquelle l'eau tente d'évacuer la cuvette de son contenu. La taille et la consistance des selles constituent également un facteur contributif mais difficile à prévoir.
Dans certains pays, le colmatage est devenu plus fréquent en raison des réglementations conservatoires de l'eau qui imposent l'utilisation de toilettes à faible débit « 42 U.S.C. sec 6295(k)(1)(A) », Codes.lp.findlaw.com, août 2016 (consulté le 18 novembre 2011). Parfois, trois à quatre chasses peuvent être nécessaires pour empêcher l’encrassement, utilisant ainsi plus d’eau que les toilettes à réservoir plus grand. Les conceptions qui augmentent la vitesse de l'eau de rinçage ou améliorent la trajectoire peuvent améliorer la fiabilité à faible débit.
Le colmatage partiel est particulièrement insidieux, car il n'est généralement pas découvert immédiatement, mais seulement plus tard par un utilisateur insouciant qui essaie de vider une toilette chargée. Le débordement de l'eau mélangée à des excréments peut alors se produire, en fonction du volume de la cuve, de la capacité du réservoir et de la gravité du colmatage. Pour cette raison, les pièces avec toilettes à chasse d'eau peuvent être conçues comme pièces humides, avec une seconde évacuation au sol et une pomme de douche pouvant atteindre toute la surface du sol. Les moyens les plus courants pour remédier à l'encrassement comprennent l'utilisation d'une ventouse, d'un déboucheur ou d'un furet de plombier.

### Aerosols
Des études ont montré que des gouttelettes d’aérosols sont produites en rinçant les toilettes, qui pénètrent dans l’air de la pièce. Aucun cas d'infection prouvé n'a été trouvé et le risque est inconnu,. Une voie fécale-orale a été démontrée pour les gouttelettes d'aérosol produites par le rinçage des toilettes. Ces aérosols sont également appelés "panaches de toilettes" et peuvent propager divers germes, virus et autres agents pathogènes. Pour cette raison, les experts recommandent aux utilisateurs de fermer le couvercle du siège de toilette, le cas échéant, avant le rinçage.

## Fabrication du corps de toilette

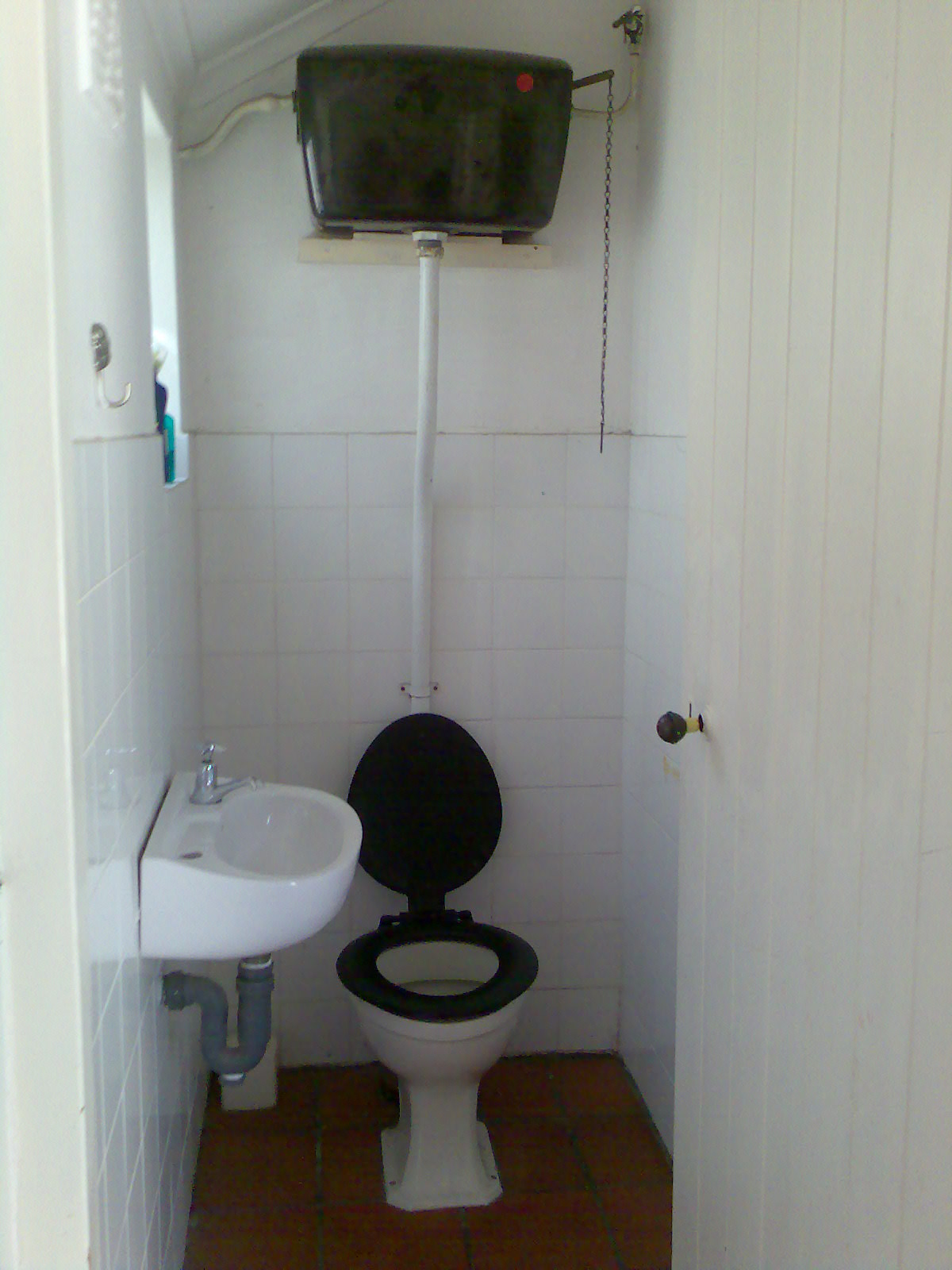
Toilette avec une citerne d'eau surélevée et une chaîne attachée au réservoir pour libérer l'eau et rincer les déchets

Un corps de toilette est généralement fabriqué à partir de porcelaine vitreuse, qui commence par une suspension aqueuse de divers minéraux appelée « barbotine ». Il faut environ 20 kilogrammes (44 livres) de barbotine pour fabriquer une toilette[réf. nécessaire].
Cette barbotine est versée dans l'espace entre les moules de plâtre. La cuvette, le rebord, le réservoir et le couvercle du réservoir nécessitent des moules séparés. Les moules sont assemblés et mis en place pour le remplissage; et les moules remplis de barbotine restent en place environ une heure après le remplissage. Cela permet aux moules en plâtre d'absorber l'humidité de la barbotine, ce qui la rend semi-solide à proximité des surfaces du moule; mais la laisse plus liquide plus loin que la surface des moules. Ensuite, les ouvriers retirent les bouchons pour permettre à tout excès de liquide de s'écouler des cavités du moule (cet excès de liquide est recyclé pour une utilisation ultérieure). La barbotine évacuée laisse des cavités à l’intérieur de l'appareil, permettant une utilisation moindre de matériau, et un corps de toilette de wc plus léger et plus facile à cuire dans un four. Ce processus de moulage permet la formation de lignes de déchets internes complexes dans l'appareil; les cavités creuses du siphon sont déversées sous forme de barbotine.
À ce stade, les pièces de la toilette sans leur moule semblent et sont par ailleurs à peu près aussi solides que l'argile molle. Après environ une heure, le moule central (intérieur des cuvettes) est retiré. Le fond du moule de rebord (qui comprend un emplacement pour monter le réservoir) est enlevé, puis sont forés dans le rebord, les trous inclinés appropriés pour les jets de rinçage, et les trous de montage pour le réservoir et le siège. Les trous de valve pour une entrée d'eau rapide dans les toilettes sont découpés dans les pièces de rebord. La partie supérieure exposée de la cuvette est alors recouverte d'une épaisse couche de glaçage et le rebord encore non durci est fixé sur le dessus de la cuvette, de sorte que la cuvette et le rebord creux sont maintenant fait d'une seule pièce. La cuvette et le rebord sont ensuite renversés et la cuvette des toilettes est placée à l'envers sur le moule du bord supérieur pour maintenir les pièces ensemble lorsqu'elles sèchent. Plus tard, tous les autres morceaux de moule sont enlevés. À mesure que le corps d'argile sèche, il durcit davantage et continue de rétrécir. Au bout de quelques heures, la pièce coulée est autoportante et prend le nom de pièce crue (en anglais greenware).
Une fois les moules retirés, les ouvriers utilisent des outils à main et des éponges pour lisser les bords et la surface de la pièce crue, et pour enlever les joints de moule ou les rugosités: ce processus est appelé ébarbage ou finissage (en anglais, fettling). Pour les pièces de production à grande échelle, ces étapes peuvent être automatisées. Les pièces sont ensuite laissées à l'extérieur ou placées dans une pièce chaude pour sécher, avant de passer pendant environ 20 à 36 heures, dans un séchoir à environ 93 °C.
Une fois les surfaces lissées, les cuvettes et les réservoirs sont vaporisés de différents types de glaçure pour obtenir des couleurs différentes. Ce vernis est conçu pour rétrécir et se contracter au même rythme que la pièce crue pendant la cuisson. Après avoir été aspergés de vernis, les cuvettes, les réservoirs et les couvercles des toilettes sont placés dans des piles sur un tapis roulant qui traverse lentement un grand four à cuire. La courroie déplace lentement la pièce crue recouverte de glaçure, dans un four tunnel offrant un gradiant de température qui commence à environ 200 °C à l'avant du four et augmentant vers le milieu jusqu'à plus de 1 200 °C ; et une sortie autour de 90 °C. Lors de la cuisson dans le four, la pièce crue et la glaçure sont vitrifiés en une seule unité solide. Le passage du four de la pièce crue recouverte de glaçure prend environ 23 à 40 heures.
Une fois les pièces retirées du four et complètement refroidies, elles sont inspectées à la recherche de fissures ou d'autres défauts. Ensuite, le mécanisme de rinçage peut être installé sur une toilette monobloc. Sur une toilette en deux parties avec réservoir séparé, le mécanisme de rinçage ne peut être placé que dans le réservoir, et l'assemblage final est effectué lors de l'installation.
Une lunette de toilette en deux pièces est généralement montée sur la cuvette pour permettre de recouvrir la cuvette lorsque la toilette n'est pas utilisée et pour offrir un confort d'assise. Le siège peut être installé en usine ou les pièces peuvent être vendues séparément et assemblées par un distributeur de plomberie ou un installateur sanitaire.

## Utilisation d'eau

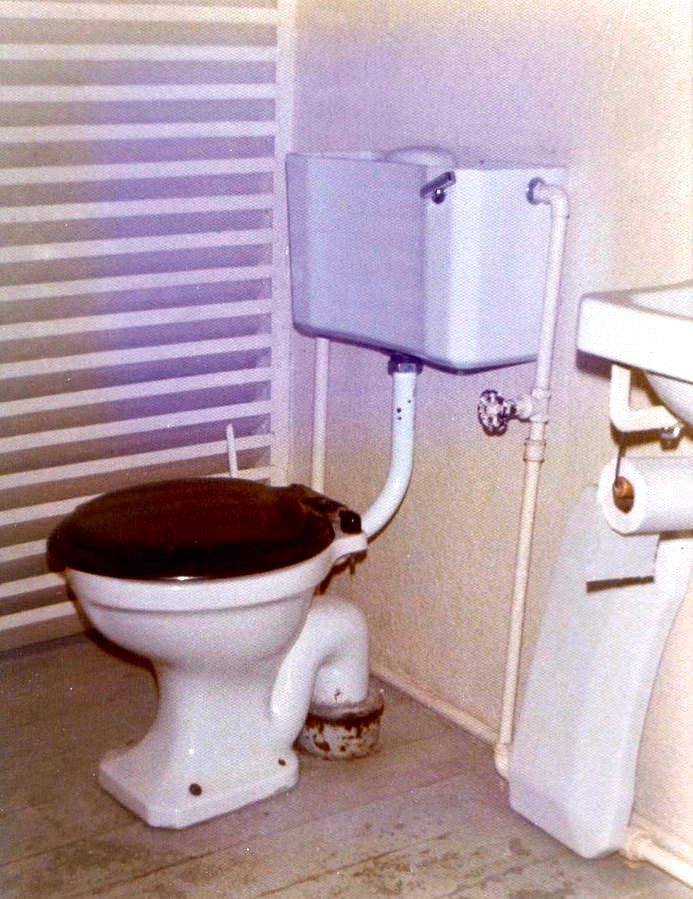
Le tuyau d'évacuation de la cuvette est visible à l'arrière de celui-ci, connecté au tuyau d'évacuation

La quantité d'eau utilisée par les toilettes à chasse conventionnelles constitue généralement une partie importante de la consommation d'eau quotidienne: par exemple, elle peut atteindre 50 litres par personne et par jour si une personne rince ses toilettes cinq fois par jour avec 10 litres par chasse.
Les modèles de toilettes modernes à faible débit d'eau permettent d'utiliser beaucoup moins d'eau par chasse - 4,5 à 6 litres (1,2 à 1,6 gallons US) par chasse.
Certains utilisateurs ne rincent pas leurs toilettes après la miction, afin d'économiser de l'eau.
Des toilettes à double chasse permettent à l’utilisateur de choisir entre une chasse d’urine ou d'excréments, ce qui permet d’économiser une quantité importante d’eau par rapport aux unités conventionnelles. La poignée encastrée de certaines de ces toilettes est poussée vers le haut pour certains types de chasse et vers le haut pour d’autres. Dans d'autres conceptions, un bouton poussoir de rinçage segmenté est utilisé; presser la petite section libère moins d'eau.

### Rinçage avec des sources d'eau non potable
Le rinçage à l'eau brute, y compris le rinçage à l'eau de mer, est une méthode de conservation de l'eau, où l'eau brute, telle que l'eau de mer, est utilisée pour les toilettes à chasse d'eau. Ces systèmes sont utilisés dans des endroits tels que la majorité des villes et villages de Hong Kong (voir l’approvisionnement en eau et l’assainissement à Hong Kong), Gibraltar et Avalon (Californie), États. Les heads (toilette à la proue des navires) sont généralement remplies d'eau de mer.
Les toilettes à chasse d'eau peuvent, si elles sont installées à cet effet, utiliser des eaux grises (eau utilisée auparavant pour laver la vaisselle, laver le linge et se laver) plutôt que de l'eau potable.

## Force de Coriolis
Selon une idée reçue, l’eau dans une cuvette de toilette - sous l'effet de la force de Coriolis - tourbillonne dans un sens si les toilettes se trouvent au nord de l’équateur, et inversement, au sud de l’équateur, généralement dans le sens inverse des aiguilles d'une montre dans l'hémisphère nord, et dans le sens des aiguilles d'une montre dans l'hémisphère sud. En réalité, la direction que prend l'eau est beaucoup plus déterminée par la direction dans laquelle les jets de rebord de la cuvette sont dirigés, et elle peut être réorientée en redirigeant simplement les jets de rebord au stade de la fabrication. À l'échelle des baignoires et des toilettes, l'effet Coriolis est trop faible pour être observé, sauf dans des conditions de laboratoire soigneusement contrôlées.

## Histoire

### Systèmes de chasse d'eau anciens

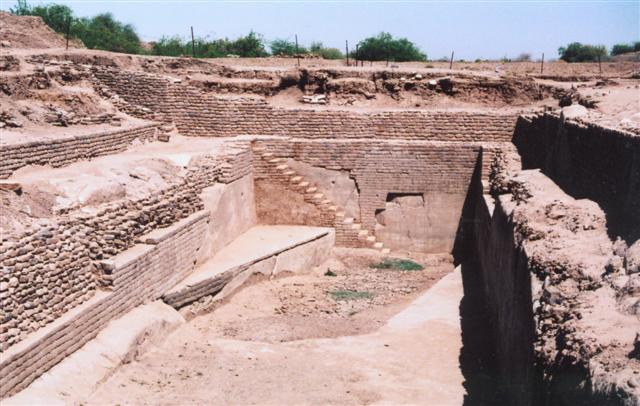
Réservoir d'eau sophistiqué Dholavira, preuve des systèmes d'égouts hydrauliques dans l'ancienne civilisation de la vallée de l'Indus.

Des toilettes qui utilisaient de l'eau se trouvent dans la civilisation de la vallée de l'Indus. Presque toutes les maisons des villes d'Harappa et de Mohenjo-daro disposaient d'une toilette à chasse d'eau, connectée à un système d'égout sophistiqué. (Sanitation of the Indus Valley Civilisation (en)). Elles apparaissent également à Knossos et à Akrotiri dans l'antique civilisation minoenne du IIe millénaire avant notre ère,.
Des formes de toilettes à chasse d'eau existent depuis le néolithique ancien. Le plus ancien village néolithique de Grande-Bretagne, datant XXXIe siècle av. J.-C., Skara Brae, Orkney, utilisait une forme de technologie hydraulique pour l'assainissement. La conception du village utilisait une rivière et un système de drainage raccordé pour évacuer les déchets.
Des toilettes similaires étaient utilisées dans tout l'Empire romain du Ier au Ve siècle de notre ère. Les latrines de Housesteads sur le mur d'Hadrien en Grande-Bretagne en sont un exemple très bien conservé. Ces toilettes ne sont pas à la pointe de la modernité, mais disposent d’un courant continu d’eau courante pour évacuer les déchets. Avec la chute de l'Empire romain, ces systèmes de toilettes sont tombés en désuétude.

### Développement de la chasse d'eau

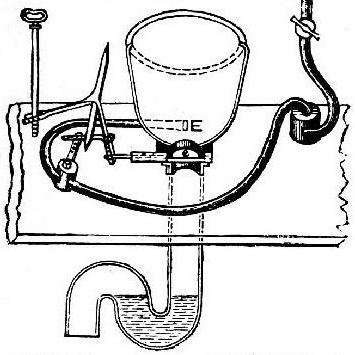
Le brevet déposé par Alexander Cumming en 1775 pour le S-trap, qui a jeté les bases de la chasse d'eau moderne.

En 1596, Sir John Harington (1561-1612) publia A New Discourse of a Stale Subject, Called the Metamorphosis of Ajax, décrivant un précurseur des toilettes à chasse d'eau modernes installées chez lui à Kelston, dans le Somerset. La conception comportait une soupape de vidange permettant à l'eau de sortir de la cuve et un modèle de lavage pour vider la cuvette. Il en installa une pour sa marraine la reine Élisabeth Ire à Richmond Palace.
Avec le début de la révolution industrielle et les progrès technologiques connexes, les toilettes à chasse d'eau ont commencé à apparaître sous leur forme moderne. Une avancée cruciale dans la plomberie a été le siphon en S, inventé par le mécanicien écossais Alexander Cumming en 1775, et toujours utilisé aujourd'hui. Cet appareil utilise l'eau immobilisée pour sceller la sortie de la cuvette, empêchant ainsi la fuite d'air vicié de l'égout. Sa conception avait une valve coulissante dans la sortie de la cuvette au-dessus du siphon. Deux ans plus tard, Samuel Prosser demanda un brevet britannique pour un plunger closet.

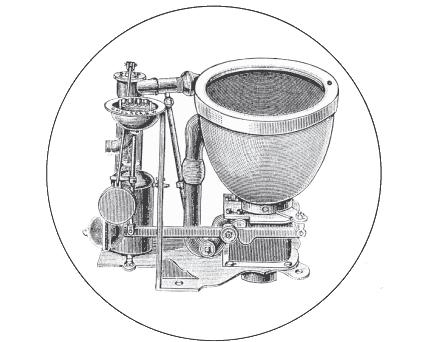
La version améliorée de Joseph Bramah était la première toilette à chasse d'eau pratique.

Joseph Bramah, inventeur prolifique, a commencé sa carrière professionnelle en installant des toilettes basées sur le design breveté d'Alexander Cumming de 1775. Il a constaté que le modèle actuel installé dans les maisons de Londres avait tendance à geler par temps froid. En collaboration avec M. Allen, il a amélioré le design en remplaçant la valve tiroir par un rabat articulé qui scellait le fond de la cuvette.
Il a également développé un système de robinet à flotteur pour le réservoir de chasse. Après l'obtention du brevet en 1778, il commence à fabriquer des toilettes dans un atelier de Denmark Street, St Giles. La conception était sans doute la première toilette à chasse d'eau pratique, et la production s'est poursuivie jusqu'au XIXe siècle, principalement sur les bateaux.

### Production industrielle

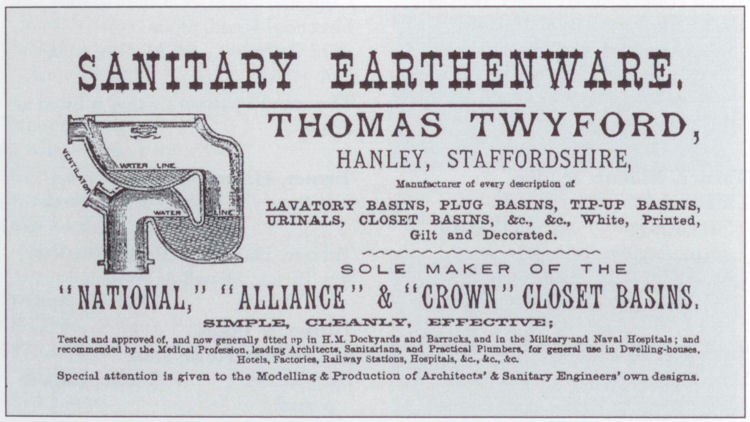
Thomas William Twyford était l’un des principaux distributeurs de toilettes à chasse d’eau lors de leur premier essor de popularité après la grande exposition de 1851.

Ce n'est qu'au milieu du XIXe siècle, avec l'urbanisation croissante et la prospérité industrielle, que les toilettes à chasse d'eau devinrent une invention largement utilisée et commercialisée. Cette période a coïncidé avec la croissance spectaculaire des réseaux d'égout, en particulier à Londres, qui a rendu les toilettes à chasse d'eau particulièrement attrayantes pour des raisons de santé et d'hygiène.
Dans les années 1840, George Jennings a créé une entreprise de fabrication de toilettes, de canalisations glaçurés au sel, de tuyaux sanitaires et d'appareils sanitaires à la poterie de Parkstone, où il a popularisé les toilettes à chasse d'eau dans les classes moyennes. Lors de la Grande exposition de Hyde Park tenue du 1er mai au 15 octobre 1851, George Jennings installa ses Monkey Closets dans les Retiring Rooms du Crystal Palace. C'étaient les premières toilettes publiques payantes (celles gratuites ne sont apparues que plus tard) et elles ont provoqué une grande effervescence. Lors de l'exposition, 827 280 visiteurs ont payé un penny pour les utiliser; pour le penny, ils avaient un siège propre, une serviette, un peigne et un cirage de chaussures. « To spend a penny » est devenu un euphémisme (maintenant tombé en désuétude) pour « aller aux toilettes ».

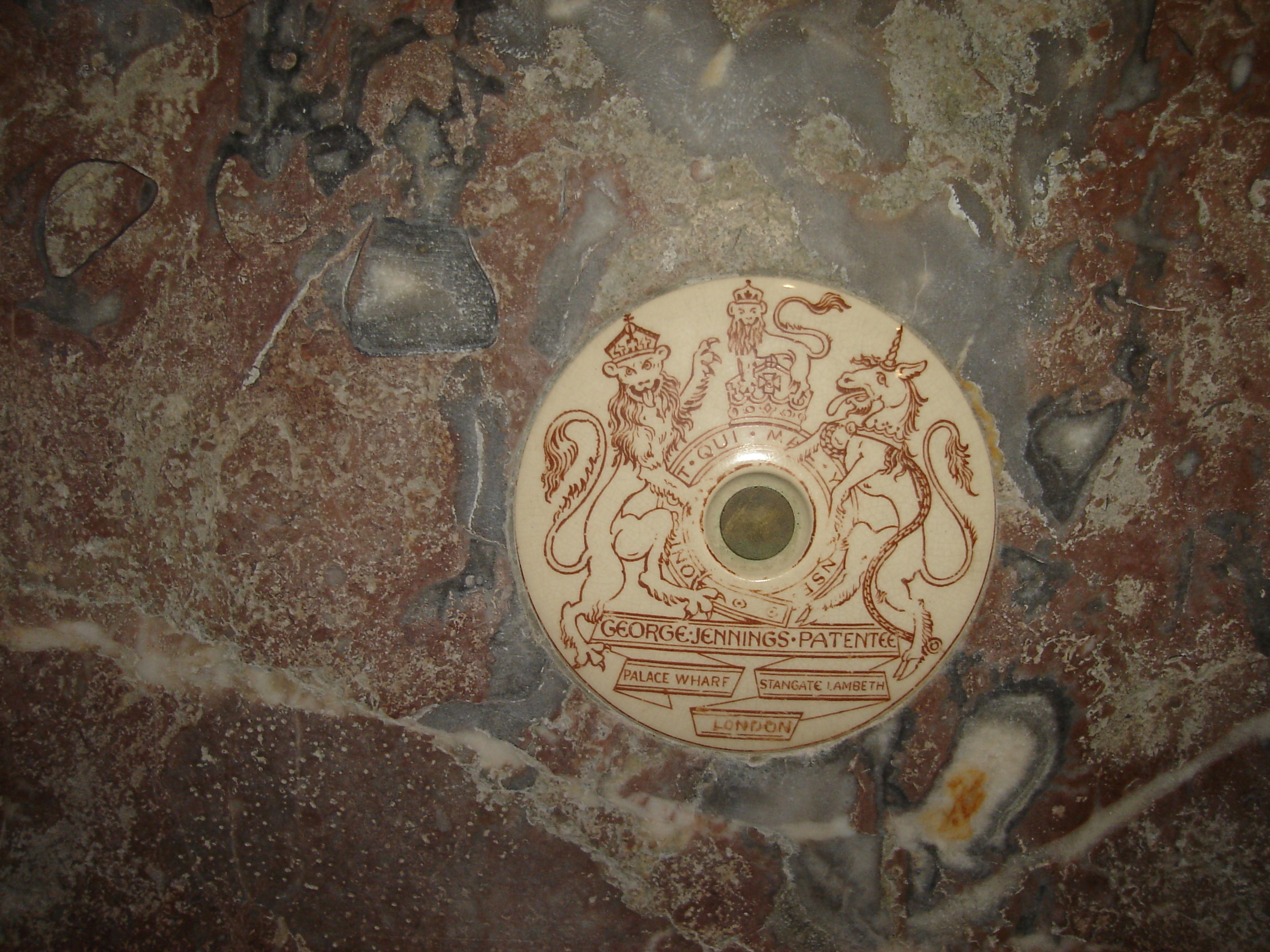
Marque de commerce de George Jennings sur ses produits./

Lorsque l'exposition s'est terminée et a déménagé à Sydenham, les toilettes devaient être fermées. Cependant, Jennings persuada les organisateurs de les garder ouvertes, et les toilettes ont rapporté plus de 1 000 livres par an. En 1854, il ouvrit les premières commodités souterraines (underground convenience) au Royal Exchange. En 1852, il reçut un brevet pour une construction améliorée de toilettes, dans laquelle la cuvette et le siphon étaient construits dans la même pièce, conçu de cette manière qu'une petite quantité d'eau était retenue dans la cuvette elle-même, en plus de celle dans le siphon qui forme le piège d'eau. Il a également amélioré la construction de vannes, de purgeurs, de pompes de forçage et de barils de pompage (forcing pumps and pump-barrels). Vers la fin des années 1850, les codes de construction suggèrent que la plupart des nouvelles maisons de classe moyenne dans les villes britanniques soient équipées d'un cabinet de toilette.
Thomas William Twyford, qui a inventé la toilette monobloc en céramique, est un autre fabricant. Les années 1870 se sont avérées être une période déterminante pour l'industrie sanitaire et les toilettes. Le débat qui départage la simple cuvette à siphon entièrement en terre cuite du le cabinet d'eau mécanique très complexe, compliqué et coûteux alimente sous la curiosité du public et des avis d'experts. En 1875, la Toilette à retenue d'eau (wash-out trap water closet) est vendue pour la première fois et conquiert la préférence du public pour les toilettes à cuvette. En 1879, Twyford avait conçu son propre type wash out trap water closet, il l'a intitulé National et il est devenu le cabinet de toilette le plus populaire.

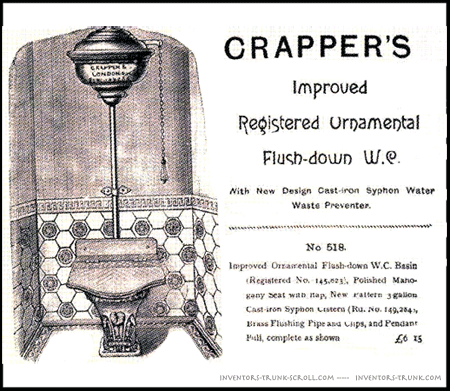
Les toilettes à chasse d'eau étaient largement disponibles du milieu à la fin du XIXe siècle. Bien que Thomas Crapper n’ait pas inventé la toilette à chasse, il était un fabricant de premier plan.

Dans les années 1880, le cabinet de toilette autonome (free-standing water closet) a été vendu et a rapidement gagné en popularité; la toilette autonome pouvait être nettoyée plus facilement et était donc une toilette plus hygiénique. Le modèle "Unitas" de Twyford était auto-stable et entièrement en terre cuite. Tout au long des années 1880, il soumit de nouveaux brevets pour des améliorations du rebord de rinçage et de la sortie. Enfin, en 1888, il sollicita une protection par brevet pour sa chambre « after flush »; le dispositif permettait de remplir la cuvette avec une quantité d'eau propre plus faible en réserve après rinçage de la toilette. Frederick Humpherson, de l'usine Beaufort, à Chelsea, en Angleterre, en 1885, montra la toilette à piédestal moderne.
Les principales sociétés de la période ont publié des catalogues, établi des salles d'exposition dans les grands magasins et commercialisé leurs produits dans le monde entier. Twyford avait des salles d'exposition pour les toilettes à Berlin, en Allemagne; Sydney, en Australie; et Cape Town, en Afrique du Sud. Le Public Health Act 1875 (en) énonce des lignes directrices strictes concernant les égouts, canalisations, alimentation en eau et les toilettes et accorde l’adhésion tacite du gouvernement aux principaux fabricants de toilettes à eau alors existantes.
Contrairement à la légende populaire, Sir Thomas Crapper n'a pas inventé la toilette à chasse d'eau. À la fin du XIXe siècle, il était à l’avant-garde de l’industrie et détenait neuf brevets, dont trois pour l’amélioration des toilettes, comme le ballon flottant. Ses toilettes à chasse d'eau ont été conçues par l'inventeur Albert Giblin, qui a obtenu un brevet britannique pour le Silent Valveless Water Waste Preventer, un système de décharge de siphon. Crapper a popularisé le système de siphon pour vider le réservoir, remplaçant le système de soupape flottant antérieur qui était sujet aux fuites,,.

### Diffusion et développements ultérieurs
Bien que les toilettes à chasse soient apparues en Grande-Bretagne, elles se sont rapidement répandues sur le continent. Les premiers exemples de ce genre ont pu être les trois waterclosets installés dans le nouvel hôtel du banquier Nicolay August Andresen (en) sur le 6 Kirkegaten à Christiania, assuré en janvier 1859. Les toilettes ont probablement été importées de Grande-Bretagne, comme le mentionne le terme anglais waterclosets dans le registre des assurances. Un autre watercloset du continent européen, datant de 1860, a été importé de Grande-Bretagne pour être installée dans les salles de la reine Victoria au Palais Ehrenbourg à Cobourg (Allemagne) ; elle était la seule à pouvoir l'utiliser.
En Amérique, la toilette intérieure à traction par chaîne a été introduite dans les maisons des plus riches et des hôtels, peu après son invention en Angleterre dans les années 1880. Les toilettes à chasse d'eau (flush toilets) ont été introduites dans les années 1890. William Elvis Sloan a inventé le flushometer en 1906, qui utilisait de l'eau sous pression directement de la ligne d'alimentation pour accélérer le temps du cycle entre chasses d'eau. Le flushometer est encore utilisé aujourd'hui dans les toilettes publiques du monde entier. Thomas MacAvity Stewart, de Saint John, au Nouveau-Brunswick, a inventé en 1907 la cuvette de toilettes à rinçage vortex qui crée un effet d'auto-nettoyage. Philip Haas, de Dayton, en Ohio, a réalisé des développements significatifs, notamment des toilettes à rebord avec plusieurs jets d’eau provenant d’un anneau et le mécanisme de rinçage et de recyclage des toilettes similaire à ceux utilisés actuellement.
La société Caroma en Australie a mis au point la citerne Duoset avec deux boutons et deux volumes de chasse d'eau comme mesure d'économie d'eau en 1980. Des versions modernes du Duoset sont désormais disponibles dans le monde entier et permettent au ménages moyen d'économiser 67 % d'une utilisation normale,.

### Étymologie, société et culture
Les termes W.-C., Water(-)closet(s) (désuet), waters, vécés, vatères, wawas   sont à un moment donné ou un autre rentrés dans le langage courant pour désigner l'invention anglaise faisant usage d'eau pour le rinçage.
Le terme anglais « Water closet » était un terme ancien pour une pièce intérieure ou extérieure avec une toilette à chasse contrairement aux latrines (earth closet) habituellement à l'extérieur et nécessitant une vidange périodique par des vidangeurs, de préférence de nuit. À l’origine, le « terme wash-down closet » (« cabinet de toilette ») était utilisé. Le terme « water closet » est inventé en Angleterre vers 1870. Il n’a pas atteint les États-Unis avant les années 1880. À cette époque, seuls les hôtels de luxe et les personnes fortunées disposaient de salles de bain privées. En 1890, aux États-Unis, le public était de plus en plus conscient de la théorie microbienne, de la contamination et des infections.
À l’origine, le terme « bath-room » (« salle de bains ») se référait uniquement à la pièce où se trouvait la baignoire (bathtub - généralement une pièce séparée ne contenant pas de toilette), mais cette connotation a changé dans l'usage du nord-américain commun. Au Royaume-Uni, les termes « bathroom » et « toilet » sont utilisés pour indiquer des fonctions distinctes, même si les salles de bain des maisons modernes comprennent souvent des toilettes. Le terme « water closet » a probablement été adopté à la fin du XIXe siècle, avec l’avènement de la plomberie intérieure, la toilette a déplacé la garde-robe (clothes closet) ancienne, des armoires ont été rénovées pour s'adapter facilement aux besoins spatiaux d’une toilette. En fait, les premières toilettes intérieures étaient connues en français mais aussi en anglais sous le nom de garde-robes car elles servaient alors en fait à entreposer des vêtements, car on a constaté que l’odeur d’ammoniac dissuadait les puces et les papillons de nuit.
Le terme « water closet » fait maintenant référence en anglais à une pièce qui comporte à la fois les toilettes et d’autres appareils de plomberie tels qu’évier ou baignoire. Les fabricants de plomberie utilisent souvent le terme « water closet » pour différencier les toilettes (toilets) des urinoirs (urinals). Les codes de plomberie américains se réfèrent à une toilette comme une « toilet » ou un « WC ». De nombreuses langues européennes se réfèrent à une toilette comme « water » ou « WC ». Le dictionnaire de l'Académie royale espagnole accepte le terme « váter » pour désigner une toilette ou une salle de bains, qui est bien entendu dérivé du terme anglais « water closet ». En français, l'expression « aller aux waters» ("to go to the waters") dérive de « water closet ». "w.-C." est utilisé dans la langue française, prononcé en France /ve.se/, en Belgique /we.se/. De même, le mot roumain « veceu », prononcé /vetʃeu/, dérive d’une version raccourcie de l’abréviation. En allemand, l'expression « Klo » (première syllabe de "Kloset") est utilisée pour « WC ».
Dans de nombreux pays d’Asie et en Chine en particulier, « WC » est utilisé comme nom universel pour les toilettes; de nombreux Chinois vont faire un signe de la main avec l'index et le pouce en forme de "C" tandis que les 3 doigts restants de la même main sont étendus pour représenter un "W", indiquant ainsi où ils vont ou peut-être expliquer où quelqu'un est parti[réf. nécessaire].